# Mohammed Salem Al-Enazi
Mohammed Salem Fadhel Ghazi Al Sebaie Al Enazi (Riyad, 22 novembre 1976) è un ex calciatore qatariota, di ruolo attaccante.

## Carriera
Nato a Riyadh in Arabia Saudita, si trasferisce in Qatar dove riceve la cittadinanza ed comincia a giocare a pallone come portiere nelle giovanili del Umm-Salal nella Qatar Second Division, mentre all'età di 13 anni si trasferisce nel Al-Rayyan dove rimane fino al 2000. Fu il quarto marcatore mondiale assoluto nel 1996, il primo nella storia del Qatar.
Dopo alcuni prestiti all'Al-Nasr Sports Club e all'Al-Qadisiya Sports Club, poi lui ha sempre giocato esclusivamente negli Emirati Arabi Uniti che gli ha permesso di ottenere dei periodi di prova presso club europei molto famosi come Bayern Monaco e West Ham United. Nel 2004 ha ricevuto la cittadinanza emiratina.
Attualmente lavora come osservatore per l'Al-Jazira Club.